# الشماخ بن ضرار
الشَّمَّاخ بن ضِرار الغَطَفاني (ت 22 هـ / 642 م) صحابي وشاعر مخضرم شهد الجاهلية والإسلام، أسلم وحسُن إسلامه. عدَّه بعض النقَّاد من طبقة لبيد بن ربيعة.

## سيرته
هو الشَّمَّاخ بن ضِرار بن حرملة بن سنان بن أمامة بن عَمْرو بن جِحَاش بن بَجَالة بن مازِن بن ثعلبة بن سَعْد بن ذُبْيان. المازني الذبياني الغطفاني. 
قال البغدادي وآخرون: اسمه مَعْقِل بن ضِرار، والشمَّاخ لقبه.
وهو شاعر مُخَضْرَم شهد الجاهلية والإسلام، ويُقال إنه كان أرجزَ الناس على البديهة (وتعني على الأرجح أن لديه سرعة بديهة في نظم الأراجيز).
أسلم وحسُن إسلامه، وله صُحبة. 
جاهد في فتوح العراق، وكان يحثُّ الناس في معركة القادسية على القتال. وغزا أذَرْبيجان مع سعيد بن العاص.
رثى الخليفة عمر بن الخطاب بعد مقتله بأبيات منها:

## وفاته
توفي الشمَّاخ بن ضِرار سنة 22 هـ الموافق 642 م.  وقال المَرْزُبانِيُّ: إنه توفي في غزوة موقان في زمن الخليفة عثمان بن عفان.